# Acraea burgessi
Acraea burgessi är en fjärilsart som beskrevs av Jackson 1956. Acraea burgessi ingår i släktet Acraea och familjen praktfjärilar. Inga underarter finns listade i Catalogue of Life.